# Laika: Aged Through Blood
Laika: Aged Through Blood é um jogo eletrônico de ação e aventura no estilo Metroidvania que está por vir, desenvolvido pelo grupo indie Brainwash Gang e publicado por Thunderful. O jogo foi  lançado em 2023 para as plataformas PlayStation 4, PlayStation 5, Microsoft Windows, Xbox One e Xbox Series X/S, ja versão do NIntendo Switch vai ser lançada em 2024.

## Desenvolvimento
Laika: Aged Through Blood está sendo desenvolvido pelo grupo Brainwash Gang, um estúdio de desenvolvimento de jogos independente situado na Espanha. O jogo foi anunciado pela primeira vez em 2021 para Windows e outras plataformas, embora nenhuma data de lançamento ou consoles específicos haviam sido anunciados. Durante a Future Games Show Summer Showcase em junho de 2023, o jogo foi revelado novamente e tem previsão para ser lançado em 2023 para a Steam e todas as outras principais plataformas.